# Нічия рішенням більшості
Нічия рішенням більшості — вид суддівського рішення в деяких контактних видах спорту, таких як: бокс, кікбоксинг, мішані бойові мистецтва. Нічия рішенням більшості означає, що двоє з трьох суддів зафіксували нічийний результат, в той час як третій суддя зафіксував перемогу одного з бійців. 
На турнірі UFC 106 у поєдинку між Каола Уно (Caol Uno) та Фабрісіо Камоесом (Fabricio Camoes) один із суддів віддав перемогу першому (29-27), а двоє інших поставили оцінки 28-28; таким чином було оголошено нічию. Однак слід зазначити, що нічия рішенням більшості трапляється дуже рідко. 